# Никола III Зрински
Никола III Зрински (на хърватски: Nikola III Zrinski; 1488/1489 – 1534) е хърватски благородник, представител на старинния аристократичен род Зрински. Баща на героя на Хърватия Миклош Зрини.

## Живот
Никола е син на Петър II Зрински (1435 – 1493), загинал в битката на Кърбавско поле срещу османците.
Никола се оженва за Елена Карлович, княгиня на Кърбава, сестра на Иван Карлович. От този брак се раждат шест деца, едно от които е бъдещият национален герой на Хърватия и Унгария, един от най-изявените военачалници в историята на хърватската държава Миклош Зрини.
Семейството на Никола Зрини разполага с обширни владения в Централна Хърватия, златни, сребърни и оловни мини, леярни и др. и Никола подобно на своя баща сече собствени сребърни монети.
Известно е, че Никола Зрински взема участие в изборите през 1527 г. в замъка Цетин, когато за нов крал на Хърватия е избран Фердинанд I и страната става част от Хабсбургската монархия. Това държавническо решение е подпечатано с печатите на шест хърватски благородници, един от които е именно този на Никола Зрини.
Умира през 1534 г. и е наследен от сина си Миклош Зрини.